# کارل دانیل اکمن
کارل دانیل اکمن (به انگلیسی: Carl Daniel Ekman); (17 (مارس ۱۸۴۵ - نوامبر ۳، ۱۹۰۴) یک مخترع و مهندس شیمی اهل سوئد بود.
او مخترع شیوهٔ پردازش سولفیت خمیر چوب است؛ روشی که برای نخستین بار بر مبنای تجاری بنا شده بود، و به مرحلهٔ جایگزین کردن الیاف کتانی به عنوان مادهٔ خام اصلی در صنعت کاغذسازی با خمیر چوب، کمک کرد. این فرایند در سال‌های ۱۸۷۱–۱۸۷۷ در شهر برگویک سوئد توسعه یافت و در سال ۱۸۷۹ او به انگلستان مهاجرت کرد و «کارخانهٔ پالپ و کاغذ اکمن» را در نورثفلیت کنت، در نزدیکی دهانهٔ رود تمز در سال ۱۸۸۶ میلادی ایجاد کرد. اکمن همچنین به عنوان یک مهندس مشاور در ایجاد و تأسیس چنین آسیاب‌هایی در لاخندورف، تسله در آلمان، دیئپ، سنه مریتیم در فرانسه، رامفورد، راد آیلند، سن پترزبورگ روسیه، کورفو و ایتالیا کمک کرد. پس از ابتلای به مالاریا در گویان فرانسه و بازنده شدن در یک دعوی قضایی علیه او در مورد آلودگی معدن سنگ آهک نورثفلیت انگلستان، او پس از ورشکستگی در گریوزند، کنت، درگذشت.

## اوایل زندگی
اکمن شانزدهمین و آخرین کودکی بود که در یک دورهٔ ۲۸ سالهٔ «اوتو کریستین اکمن» در خانه خود در (36 Södra Långgatan در Kalmar) سوئد متولد شد. کارل دانیل سومین فرزند متولد شده از همسر دوم اوتو کریستین اکمن: «ماریا لوئیز ایبلوتو» بود، که پیش از این در فوخشهاگه زندگی می‌کرد. اتو کریستین پزشکی بود که در قلمرو کالمار خدمت کرده بود. پدر اتو در مالمو یک فلزکار آلیاژ سرب و قلع بوده‌است.
کارل دانیل در سال ۱۸۶۱ مدرسه را به پایان رساند و در داروخانهٔ اوگلن در استکهلم شروع به کار کرد. گفته شده که پیش از شروع تحصیلات خود برای مهندسی در ۱۸۶۵ در مؤسسه سلطنتی فناوری کی‌تی‌اچ در استکهلم، او آزمون‌های داروسازی خود را گذرانده بود.